# اسلام در ترکمنستان

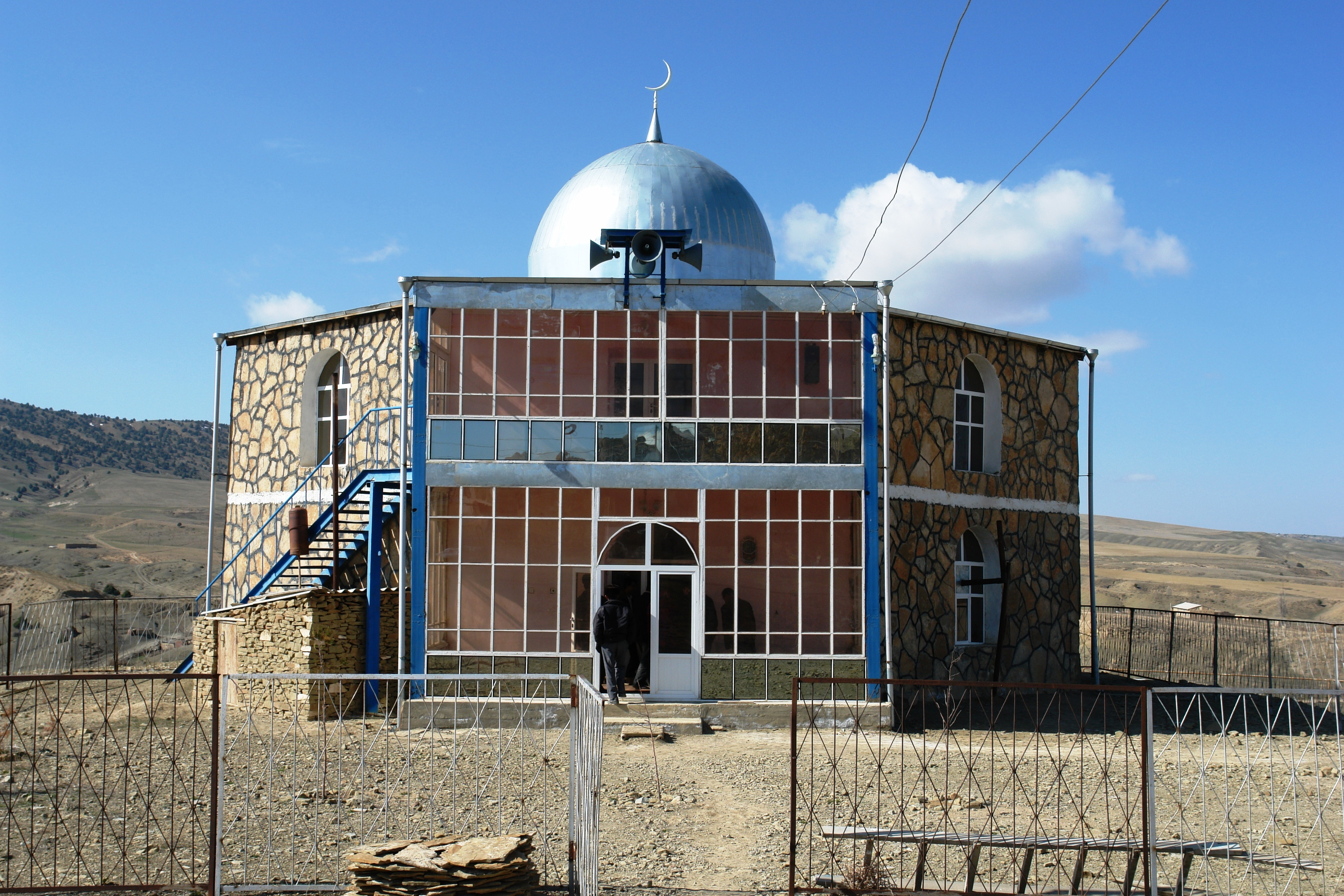
مسجدی در روستای نخور ترکمنستان

اسلام در ترکمنستان با وجود آزادی ادیان و عدم تعریف دین رسمی در این کشور، دین غالب است. بیشتر مسلمانان این منطقه اهل سنت هستند. مسلمانان این کشور در دوران حکومت کمونیست شوروی بر این منطقه، در تنگنا قرار داشتند و از اجرای رسوم مذهبی، منع می‌شدند.

## آمار
بر اساس گزارش مرکز تحقیقات پیو که در سال ۲۰۰۹ میلادی منتشر شده است، ۹۳.۱ درصد از جمیعت کشور ترکمنستان را مسلمانان این کشور تشکیل داده‌اند. اکثر این مسلمانان سنی مذهب هستند و در بین آنان شیعیان وجود دارند.

## تاریخ

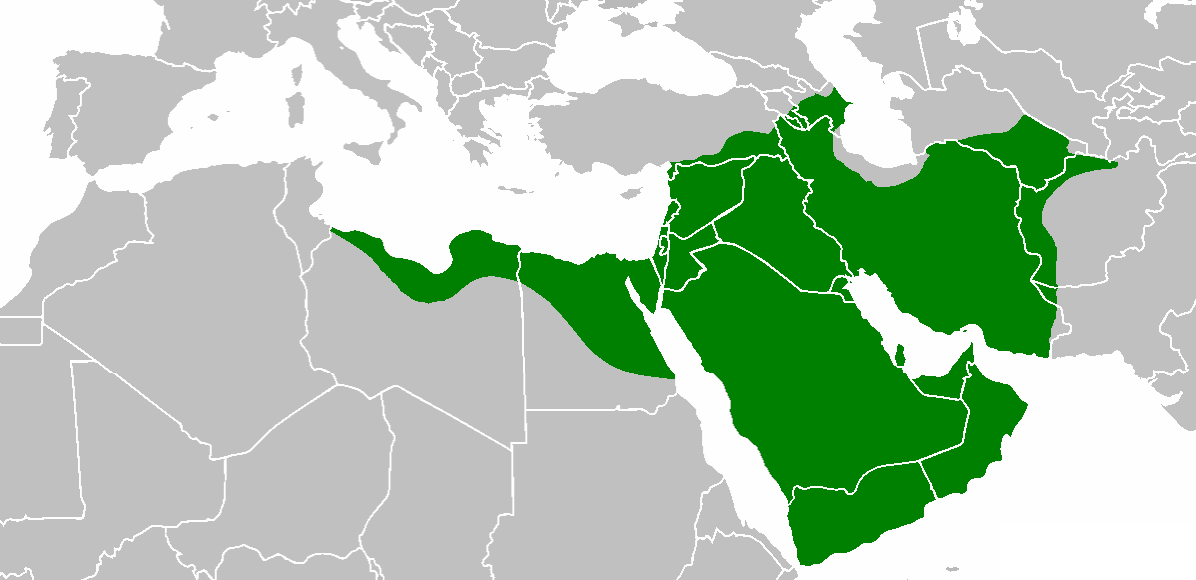
سیطره عمر بن خطاب بر منطقه در سال ۶۴۴ میلادی (اوج قدرت خلیفه)

ورود اسلام به این منطقه، همزمان است با دست یابی مسلمانان و اعراب به این کشور و اتصال آن به خراسان. این ماجرا در دوران خلافت عمر بن خطاب رخ داد و مأمور این فتح، احنف بن قیس بود. دستیابی به سرزمین‌های دیگری در طخارستان و نواحی شمالی رود جیحون نیز در دوران خلافت عثمان بن عفان صورت گرفت. با دستیابی اعراب بر این منطقه، امیر بن احمد مرو، ولایت در این سرزمین را عهده‌دار شد و اعراب برای سکونت به این منطقه وارد شدند. با این حساب، اسلام در اوایل قرن اول هجری، در این منطقه تثبیت شد. مسلمانان آزادانه در این منطقه به فعالیت خود ادامه دادند اما پس از قدرت گرفت جماهیر شوروی، همه اعتقادات مذهبی به عنوان خرافات قلمداد شد و توسط حکومت کمونیستی حاکم بر منطقه، مورد هجمه  حمله قرار گرفت. در این دوران خفقان، اکثر مدارس مذهبی تعطیل و مراسمات دینی ممنوع اعلام شد. مساجد نیز در این دوره به تعطیلی کامل درآمدند. در این دوران یک هیئت رسمی از مسلمانان برای رسیدگی به امور مسلمانان در آسیای میانه تاسیس شد که مقر و دفتر مرکزی آن، در تاشکند قرار داشت. بیشتر اهتمام این هیئت، تبلیغ فعالیت‌های اسلامی و تقویت و اعتلاء اهداف مسلمانان بود. با سختگیری حکومت کمونیست شوروی، اما برخی آداب و رسوم اسلامی همچنان توسط مسلمانان ترکمنستان اجرا می‌گردد، مواردی چون آداب دفن و ختنه کردن مردان. با این وجود، آداب و رسوم اسلامی بیشتر در مناطق روستایی و به عنوان یک سنت قومی و قبیله‌ای آزادانه اجرا می‌گردید. پس از استقلال ترکمنستان، رهبران مذهبی بر سر کار آمدند و هیئتی قضایی از درون مسلمانان شکل گرفت. با گذشت زمان، مدارس مذهبی فعالیت خود را شروع کردند و به تدریس زبان عربی، قرآن، حدیث و تاریخ اسلام پرداختند. با این وجود، دولت حاکم در ترکمنستان، بر ماهیت سکولار خود پافشاری دارد و از آزادی اعتقادات مذهبی در این کشور، دفاع می‌کند.